# Pavel Svoboda (ur. 1969)
Pavel Svoboda (ur. 8 marca 1969 w Pradze) – czeski polityk, poseł do Izby Poselskiej, w 2004 poseł do Parlamentu Europejskiego V kadencji.

## Życiorys
Ukończył studia inżynierskie, z zawodu menedżer. Zaangażował się w działalność polityczną w ramach Unii Wolności – Unii Demokratycznej, od 2002 kierował praskimi strukturami partii. W latach 1998–2006 przez dwie kadencje zasiadał w Izbie Poselskiej, gdzie był m.in. wiceprzewodniczącym frakcji (2004–2006). Od maja do lipca 2004 wykonywał mandat posła do Parlamentu Europejskiego w ramach delegacji krajowej, należąc do Europejskiej Partii Ludowej. W 2004 bez powodzenia kandydował do PE z ramienia koalicji Unie liberálních demokratů.